# Obstfelderschmiede
Obstfelderschmiede ist ein Ortsteil von Mellenbach-Glasbach in der Landgemeinde Stadt Schwarzatal im Landkreis Saalfeld-Rudolstadt in Thüringen. Überregional bekannt ist der Ort als Talstation der Oberweißbacher Bergbahn.

## Lage
Das Walddorf liegt im Tal der Schwarza an der Landesstraße 1112; rechts und links liegen die bewaldeten Hänge des Thüringer Waldes. Im Tal verläuft die Schwarzatalbahn von Rottenbach nach Katzhütte mit dem Haltepunkt Obstfelderschmiede und der Talstation der Oberweißbacher Bergbahn.

## Geschichte
1456 wurde die Siedlung als Schmiede an der unteren Schwarza erstmals genannt. Die heutige Bezeichnung lässt sich auf den ab 1528 belegten Namen der Besitzerfamilie Obstfelder zurückführen. Bis 1918 gehörte der Ort zur Oberherrschaft des Fürstentums Schwarzburg-Rudolstadt.
1922 wurde die Oberweißbacher Bergbahn eröffnet, welche ihre Talstation in Obstfelderschmiede hat. In diesem Zusammenhang erhielt der Ort auch einen Haltepunkt an der seit 1899 durch die Gemarkung führenden Schwarzatalbahn. 1923 wurden die Orte Blumenau, Zirkel, Mellenbach, Glasbach und Obstfelderschmiede zur Gemeinde Mellenbach-Glasbach vereinigt. Am 1. Januar 2019 fusionierte die Gemeinde mit zwei weiteren zur Landgemeinde Stadt Schwarzatal.